# Tolvaptan
Tolvaptan (INN) is een geneesmiddel uit de groep van vasopressineantagonisten. Het wordt gebruikt voor de behandeling van hyponatriëmie (te lage natriumspiegel in het bloed) als gevolg van het syndroom van inadequate secretie van antidiuretisch hormoon (SIADH).

## Werking
Tolvaptan blokkeert de vasopressine-2-receptor waar het antidiuretisch hormoon vasopressine normaal aan bindt. Het belemmert daarmee selectief de resorptie van water wat leidt tot een verhoogde waterdiurese, zonder echter de afscheiding van elektrolyten te beïnvloeden (daarin verschilt de werking van vasopressineanatagonisten met die van conventionele diuretica). Daardoor verlaagt de hoeveelheid water in het bloed en stijgt de natriumspiegel.
Tolvaptan is de eerste vasopressineantagonist voor orale toediening die in de Europese Unie werd toegelaten, op 3 augustus 2009. Het middel werd ontwikkeld door het Japanse bedrijf Otsuka Pharmaceutical. Het wordt verkocht onder de merknaam Samsca in tabletvorm met 15 of 30 mg tolvaptan per tablet.

## Tolvaptan voor ADPKD
Tolvaptan blijkt ook effectief voor de behandeling van polycysteuze nieren, in het bijzonder ADPKD (autosomaal-dominante polycysteuze nierziekte). Maar bij sommige patiënten bleek het middel wel een potentieel ernstige, zij het reversibele, leverbeschadiging te veroorzaken.

## Synthese
De synthese van vasopressine verloopt over een aantal stappen:
- 5-chloor-2-nitrobenzoëzuur wordt naar de methylester omgezet met dimethylsulfaat. De nitrogroep wordt met SnCl2 gereduceerd tot een aniline;
- bescherming van de anilinegroep met tosylchloride;
- alkylering met ethyl-4-chloorbutyraat of ethyl-4-broombutyraat tot een dicarbonzuurester;
- Dieckmann-condensatie in aanwezigheid van kalium-tert-butoxide;
- Decarboxylering met HCl en deprotectie (eliminatie van de tosylgroep met behulp van polyfosforzuur) tot een benzazepinon;
- Condensatiereactie van het benzazepinon met 2-methyl-4-nitrobenzoylchloride, gevolgd door reductie van de nitrogroep tot het corresponderende aniline;
- Condensatiereactie met 2-methylbenzoylchloride tot een diamide;
- Reductie van de ketongroep met natriumboorhydride geeft uiteindelijk de gewenste verbinding.

## Stereochemie
Tolvaptan is een racemaat, dat wil zeggen een 1:1 mengsel van de volgende twee enantiomeren:
| Enantiomeren van Tolvaptan | Enantiomeren van Tolvaptan |
| -------------------------- | -------------------------- |
| CAS-Nummer: 331947-66-1    | CAS-Nummer: 331947-44-5    |

## Waarschuwing na registratie
De firma Otsuka waarschuwde in mei 2013 voor leverbeschadiging bij dosis die hoger zijn dan de geregistreerde dosis en bij gebruik voor een in Europa niet geregistreerde indicatie.